# Kepler-138c
Kepler-138c es uno de los tres planetas extrasolares que orbitan la estrella Kepler-138. Fue descubierta por el método de tránsito astronómico en el año 2014. Este planeta ha sido confirmado por los investigadores que tratan de encontrar lunas extrasolares. Aunque no se detectó una exo-luna, fueron capaces de confirmar la naturaleza planetaria de la señal de tránsito mediante el uso de las variaciones temporales de tránsito (TTV). Estas variaciones se deben a planetas tiran en sí gravitacionalmente, por lo tanto, amplían o reducen el tiempo entre tránsitos. Hay otro candidato a planeta en el sistema que no ha sido confirmado todavía.